# Flabellula calkinsi
Flabellula calkinsi – gatunek ameby należący do rodziny Flabellulidae z supergrupy Amoebozoa w klasyfikacji Cavaliera-Smitha.
Trofozoit osiąga wielkość 8 – 30 μm. Jądro wielkości 2 – 3,7 μm. Nie stwierdzono wytwarzania cyst.
Występuje w Atlantyku.